# Kurarua obscura
Kurarua obscura är en skalbaggsart som beskrevs av J. Linsley Gressitt och Yves Rondon 1970. Kurarua obscura ingår i släktet Kurarua och familjen långhorningar.
Artens utbredningsområde är Laos. Inga underarter finns listade i Catalogue of Life.